# Pammene
Pammene (in greco antico: Παμμένης?; IV secolo a.C. – IV secolo a.C.) è stato un militare greco antico.

## Biografia
È stato un generale tebano di notevole celebrità nel corso del IV secolo a.C., legato ad Epaminonda da vincoli politici ed amichevoli. Quando Filippo, il futuro re di Macedonia, fu inviato come ostaggio a Tebe, fu posto sotto la tutela di Pammene. Nel 371 a.C., quando venne fondata Megalopoli, appreso che gli spartani volevana attaccare il nuovo insediamento, Epaminonda inviò Pammene a capo di 1 000 uomini per difendere la città. Nel 352 a.C., un gruppo avversario ai megalopolitani decise di sciogliere la nuova comunità per tornare ai paesi di origine, chiamando in suo aiuto i mantineani e i cittadini di altre città-stato del Peloponneso. I megalopolitani, che si opponevano a questa dissoluzione dello stato, chiesero aiuto ai tebani, che inviarono Pammene con 3 000 fanti e 300 cavalieri. Con questa forza Pammene superò ogni resistenza, e costrinse chi aveva già lasciato Megalopoli a tornare sui propri passi.
Quando Artabazo si ribellò, nel 356 a.C., contro Artaserse III, re di Persia, Pammene guidò un contingente di 5 000 tebani e batté le forze del re in due grandi battaglie. Ma Artabazo, sospettando che stesse brigando con i suoi nemici, lo fece arrestare e lo consegnò ai suoi fratelli, Ossitra e Dibitto.
Si dice che praticasse la pederastia anche se è difficile dire quale grado di credito si sarebbe dovuto dare alla storia, ma mentre Filippo era sotto la tutela di Pammene, quest'ultimo mantenne un rapporto omosessuale con il giovane principe.